# Žaliakalnska uspinjača
Žaliakalnska uspinjača je električna uspinjača (napajanje putem gornjeg kabela) u Kaunasu u Litvi.
Najstarija je uspinjača u Litvi i jedna od najstarijih uspinjača u Europi, koje još rade.
Konstruirala ju je njemačka tvrtka AEG, a službeno je puštena u pogon 5. kolovoza 1931.
Uspinjača je napravljena od drvom obloženog materijala, a posluživa ju operater u odori. 
Uspinjača se penje 75 m u visinu od Ratnog muzeja Vitolda Velikog do crkve Kristova Uskrsnuća, omogućivši promatračima iz uspinjače ponajbolje poglede na Kaunas.